# دیاگو آنتونس دی اولیویرا
دیاگو آنتونس دی اولیویرا (به پرتغالی: Diogo Antunes de Oliveira) هافبک، مدافع اهل برزیل است که در شهر Arapongas و در تاریخ ۲۰ اکتبر ۱۹۸۶ به دنیا آمده‌است.
دیاگو آنتونس دی اولیویرا در تیم‌های فوتبال Londrina سابقهٔ حضور دارد.